# Rayane Soares da Silva
Rayane Soares da Silva (Caxias, 20 de janeiro de 1997) é uma atleta paralímpica brasileira da classe T13, para atletas com baixa visão. 

## Trajetória esportiva
Rayane nasceu cega, devido a microftalmia bilateral congênita, uma forma de má-formação nos olhos. Estudou na rede pública do Distrito Federal, e tinha acompanhamento e apoio escolar.
Começou sua trajetória no esporte em 2015. Representou o Brasil nos Jogos Parapan-Americanos de 2019 em Lima, conquistando uma medalha de prata. Foi a campeã mundial dos 400m rasos na classe T13, medalha conquista no Mundial de Dubai em novembro de 2019. Na competição, completou os 400m em 57s30, ficando à frente de Carolina Duarte, atleta de Portugal, que conquistou a prata com 57s46, e de Leilia Adzhametova, vinda da Ucrânia, que ficou com bronze devido ao tempo de 57s55. Em Dubai também conquistou a medalha de prata nos 200m.
Nos Jogos Olímpicos de Verão de 2020, realizados em Tóquio em 2021, disputou em duas provas. Nos 100m, fez o tempo de 12s52, terminando em oitavo lugar. Nos 400m, fez o tempo de 59s54, e não passou para a rodada final.
Obteve medalha de bronze nos 400m no Mundial Paris 2023.
Nos Jogos Parapan-Americanos de 2023, em Santiago, no Chile, ganhou duas medalhas de ouro. No dia 22 de novembro, Rayane disputou a prova de 100m, cruzou a linha de chegada em primeiro lugar, mas a final foi anulada após discussão entre atletas e arbitragem. No dia seguinte a prova foi refeita, e Rayane garantiu o melhor desempenho novamente, levando o ouro. No dia 25 Rayane repetiu o feito na modalidade 400m, estabelecendo o novo recorde da competição, marcando o tempo de 56s88.
Nos Jogos Paralímpicos de Verão de 2024, em Paris, França, ganhou a medalha de prata nos 100m T13 e a medalha de ouro dos 400m T13, com 53s55, batendo o recorde mundial anterior de 54s46, estabelecido em 1995.